# Тырново (Пронский район)
Ты́рново — село в Пронском районе Рязанской области России, административный центр Тырновского сельского поселения.

## История
Тырново упоминается в качестве деревни в 1667 году как вотчина Анны Ильиничны Морозовой (Милославской), вдовы боярина Бориса Ивановича Морозова. По окладным книгам 1676 года Тырново значится селом с церковью Покрова Пресвятой Богородицы. В селе было 125 дворов, в том числе монастырский двор, в котором жил приказчик.
В 1784 году была построена новая деревянная Покровская церковь. В 1885 году в селе было 167 дворов, в которых проживали 1227 человек (612 мужчин и 615 женщин).
Между 1893 и 1912 годами в Тырнове была построена каменная церковь Покрова Пресвятой Богородицы в стиле эклектики. Храм был закрыт не позднее 1930-х годов. В 2001 году в селе была сооружена новая церковь, также во имя Покрова Пресвятой Богородицы.

## Население
| 1859 | 1897  | 1906  | 1926  | 2010 |
| ---- | ----- | ----- | ----- | ---- |
| 860  | ↗1105 | ↗1592 | ↘1043 | ↘892 |

## Достопримечательности
В селе находится полуразрушенная кирпичная церковь Покрова Пресвятой Богородицы, построенная в стиле эклектики и освящённая в 1912 году. Представляет собой четверик с боковыми приделами и притвором. Венчания храма сломаны. В настоящее время церковь пустует и разрушается.